# Suovasjärvi
Suovasjärvi är en sjö i kommunen Enontekis i landskapet Lappland i Finland. Arean är 40 hektar och strandlinjen är 3,4 kilometer lång. Sjön  ingår i Torne älvs huvudavrinningsområde.   Den ligger omkring 320 kilometer nordväst om Rovaniemi och omkring 980 kilometer norr om Helsingfors. 